# Alex Lim
Alex Lim Keng Liat (ur. 29 sierpnia 1980 w Sabah) – malezyjski pływak specjalizujący się w stylu grzbietowym, trzykrotny uczestnik igrzysk olimpijskich (Atlanta, Sydney, Ateny).

## Przebieg kariery
Malezyjczyk startował w letnich igrzyskach olimpijskich w Atlancie. Reprezentował swój kraj w trzech konkurencjach, indywidualnie na dystansie 100 m i 200 m. W pierwszej z konkurencji był na 32. pozycji z czasem 0:57,68 a w drugiej uplasował się na 31. pozycji z czasem 2:06,17. Natomiast w konkurencji sztafet 4x100 m stylem zmiennym, razem z Wan Azlan Abdullahem, Anthonym Angem oraz Elvinem Chia, uzyskał czas 3:52,58 dający ostatecznie 20. pozycję.
W 1998 był jednym z reprezentantów swego kraju na igrzyskach Wspólnoty Narodów. W zmaganiach, które rozegrano w Kuala Lumpur, brał udział w konkursie pływackim na dystansie 200 m st. grzbietowym. Z czasem 2:02,52 zajął 7. pozycję. W tym samym roku wystartował w igrzyskach azjatyckich, które miały miejsce w Bangkoku. Zdobył tutaj dwa medale – złoty na dystansie 100 m (rezultatem 0:55,53 ustanowił ówczesny rekord igrzysk azjatyckich), a także srebrny medal na dystansie 200 m. Alex Lim był pierwszym malezyjskim sportowcem w historii, który zdobył złoty medal igrzysk azjatyckich w dyscyplinie pływania.
W 2000 roku wziął udział w letnich igrzyskach olimpijskich. Startował tam w trzech konkurencjach: na dystansie 100 m st. grzbietowym zajął 27. pozycję z czasem 0:56,81 (odpadł w eliminacjach), na dystansie 200 m st. grzbietowym zajął 42. pozycję z rezultatem 2:08,23 (również odpadł w eliminacjach), natomiast w sztafecie 4x100 m stylem zmiennym zajął 22. pozycję z rezultatem 3:48,32.
W 2001 debiutował na mistrzostwach świata, rozgrywanych w Fukuoce. Brał udział w czterech konkurencjach: 50, 100 i 200 m st. grzbietowym oraz 4x200 m stylem dowolnym. Najlepiej poradził sobie w konkurencji pływackiej na dystansie 100 metrów, gdzie zakwalifikował się do półfinału. W samym półfinale osiągnął rezultat 0:56,29 i nie zakwalifikował się do finału. Na igrzyskach Wspólnoty Narodów, które odbyły się w 2002 roku, wywalczył dwa medale. Lim otrzymał srebrny medal na dystansie 50 metrów oraz brązowy medal na dystansie 100 metrów. 
W 2003, po raz drugi w karierze, wziął udział w mistrzostwach świata. W zmaganiach rozegranych w Barcelonie rywalizował w trzech konkurencjach. Na dystansie 50 metrów udało mu się zakwalifikować do półfinału, jednak rezultat 0:25,68 nie wystarczył na awans do finału. Na dystansie 100 metrów zakwalifikował się do części finałowej (w półfinale zajął 4. pozycję z rezultatem 0:54,77 będącym również nowym rekordem Malezji), ale z rezultatem 0:55,18 uplasował się na 8. pozycji. Na dystansie 200 metrów zaś Malezyjczyk odpadł w eliminacjach, rezultat 2:01,43 dał mu dopiero 22. pozycję w klasyfikacji końcowej.
W 2004 wystartował w letnich igrzyskach olimpijskich. W konkurencji 100 m stylem grzbietowym znalazł się na 15. pozycji z rezultatem 0:56,08. Start w tej konkurencji był jedynym w jego karierze, który pozwolił zawodnikowi awansować do fazy półfinałowej. W konkurencji 200 m tym samym stylem uzyskał czas 2:01,43 i uplasował się na 22. pozycji.
W 2005 brał udział w mistrzostwach świata, rozegranych w Montrealu. Na dystansie 50 metrów awansował do półfinału, osiągając czas 0:25,78 (niedający awansu do finału) plasujący go na 10. pozycji w klasyfikacji końcowej. W pozostałych dwóch konkurencjach pływackich na dystansie 100 i 200 m odpadał w eliminacjach. Uzyskał odpowiednio czas 0:55,88 i 2:04,09. Po raz ostatni w zawodach międzynarodowych pojawił się na igrzyskach azjatyckich – pływak brał udział w trzech konkurencjach. Po raz pierwszy wystartował w konkurencji pływackiej stylem motylkowym, na dystansie 50 metrów uzyskał czas 0:25,37 dający mu 11. pozycję w klasyfikacji. Natomiast, w stylu grzbietowym, brał udział w konkurencjach 50 i 100 metrów. Zajął w nich odpowiednio 5. i 6. pozycję.

## Rekordy życiowe
| Konkurencja              | Data                | Miejsce    | Rezultat   |
| Basen 50 m               | Basen 50 m          | Basen 50 m | Basen 50 m |
| ------------------------ | ------------------- | ---------- | ---------- |
| 50 m stylem grzbietowym  | 31 lipca 2002       | Manchester | 0:25,67    |
| 100 m stylem grzbietowym | 21 lipca 2003       | Barcelona  | 0:54,77    |
| 200 m stylem grzbietowym | 9 grudnia 1998      | Bangkok    | 2:00,94    |
| 50 m stylem motylkowym   | 5 grudnia 2006      | Doha       | 0:25,37    |
| 4x100 m stylem zmiennym  | 4 października 2002 | Busan      | 3:47,07    |
| Basen 25 m               |                     |            |            |
| 50 m stylem grzbietowym  | 7 kwietnia 2006     | Szanghaj   | 0:24,23    |
| 100 m stylem grzbietowym | 5 kwietnia 2006     | Szanghaj   | 0:52,57    |
| 200 m stylem grzbietowym | 4 lutego 2006       | Nowy Jork  | 2:21,35    |

Źródło: 